# Eliminatórias da Copa do Mundo FIFA de 2010 - América do Norte, Central e Caribe
A zona norte, centro-americana e caribenha das eliminatórias para a Copa do Mundo FIFA de 2010 na África do Sul distribuiu 3 vagas diretas e uma para a repescagem contra um representante da CONMEBOL. Organizada pela Confederação de Futebol da América do Norte, Central e Caribe (CONCACAF), 35 países membros disputam as vagas na competição mundial.
Estados Unidos, México e Honduras finalizaram nas três primeiras posições na quarta fase e classificaram-se automaticamente para a Copa do Mundo. A Costa Rica acabou em quarto lugar e disputou mais uma vaga contra o Uruguai, quinto colocado das eliminatórias da América do Sul, mas não obteve a classificação.

## Formato
O sistema de classificação foi o mesmo que determinou as vagas para a Copa do Mundo FIFA de 2006. Na primeira fase as equipe posicionadas entre 14ª e 24ª no Ranking da FIFA de maio de 2007 enfrentaram as colocadas entre 25º e 35º. A partir de então, o número de seleções se reduziu de 35 para 24, até chegar a 12 equipes restantes que intervieram na terceira fase, onde foram divididas em três grupos de quatro equipes cada. Os dois melhores de cada grupo avançaram para uma última fase disputada em um grupo único, com as três melhores equipes garantindo a classificação para a Copa do Mundo. O quarto colocado disputará uma respescagem contra a equipe que finalizar em quinto lugar nas eliminatórias da América do Sul.

## Sorteio
Equipes posicionadas entre 1 e 13 no Ranking da FIFA não precisaram disputar a primeira fase eliminatória e avançaram diretamente para a segunda fase. As equipes ranqueadas entre 14 e 35 iniciaram a disputa a partir da primeira fase, com as equipes entre 14 e 24 enfrentando as posicionadas entre 25 e 35.
O sorteio dos emparelhamentos ocorreu no dia 25 de novembro de 2007, em Durban, na África do Sul.
| 1º a 13º | 14º a 24º | 25º a 35º |
| --- | --- | --- |
| 1. México 2. Estados Unidos 3. Costa Rica 4. Honduras 5. Panamá 6. Trinidad e Tobago 7. Jamaica 8. Cuba 9. Haiti 10. Guatemala 11. Canadá 12. Guiana 13. São Vicente e Granadinas | 1. Barbados 2. Suriname 3. Bermudas 4. Antígua e Barbuda 5. São Cristóvão e Neves 6. República Dominicana 7. El Salvador 8. Bahamas 9. Nicarágua 10. Granada 11. Santa Lúcia | 1. Turcas e Caicos 2. Antilhas Neerlandesas 3. Ilhas Virgens Britânicas 4. Dominica 5. Ilhas Caimã 6. Porto Rico 7. Anguila 8. Belize 9. Ilhas Virgens Americanas 10. Monserrate 11. Aruba |

## Primeira fase
As 22 equipes posicionadas entre 14 e 35 no ranking da FIFA competiram na primeira fase. O sistema utilizado foi o eliminatório simples em jogos de ida e volta, com exceção de três confrontos: Porto Rico-República Dominicana, Granada-Ilhas Virgens Americanas e Montserrat-Suriname, que definiram a classificação em partidas únicas por falta de estádios que cumprissem com as normas da FIFA. São Vicente e Granadinas avançou diretamente a próxima fase. As partidas foram realizadas em fevereiro e março de 2008.
| Equipe 1                 | Total    | Equipe 2                 | Ida  | Volta |
| ------------------------ | -------- | ------------------------ | ---- | ----- |
| Dominica                 | 1–2      | Barbados                 | 1–1  | 0–1   |
| Turcos e Caicos          | 2–3      | Santa Lúcia              | 2–1  | 0–2   |
| Bermuda                  | 4–2      | Ilhas Cayman             | 1–1  | 3–1   |
| Aruba                    | 0–4      | Antígua e Barbuda        | 0–3  | 0–1   |
| Belize                   | 4–2      | São Cristóvão e Névis    | 3–11 | 1–1   |
| Bahamas                  | 3–3 (gv) | Ilhas Virgens Britânicas | 1–1  | 2–2²  |
| República Dominicana     | 0–1      | Porto Rico               | *    | 0–1   |
| Ilhas Virgens Americanas | 0–10     | Granada                  | *    | 0–10  |
| Suriname                 | 7–1      | Montserrat               | *    | 7–1³  |
| El Salvador              | 16–0     | Anguilla                 | 12–0 | 4–04  |
| Nicarágua                | 0–3      | Antilhas Neerlandesas    | 0–1  | 0–2   |

1Belize jogou como mandante na Cidade da Guatemala, Guatemala.
²Ambas as partidas foram realizadas nas Bahamas.
³Partida foi disputada em Trinidad e Tobago devido ao fato de não haver locais que cumprissem com as exigências da FIFA no Suriname e em Montserrat.
4Anguilla jogou como mandante em Washington, DC, nos Estados Unidos.

## Segunda fase
As 11 equipes classificadas da primeira fase juntam-se as 13 equipes diretamente classificadas para a disputa da segunda fase. Como na fase anterior, as equipes se enfrentaram em jogos de ida e volta, com os vencedores de cada chave avançando a terceira fase. O confrontos foram realizados em junho de 2008.
| Equipe 1                  | Total                     | Equipe 2                  | Ida                       | Volta                     |
| Classificam-se ao grupo 1 | Classificam-se ao grupo 1 | Classificam-se ao grupo 1 | Classificam-se ao grupo 1 | Classificam-se ao grupo 1 |
| ------------------------- | ------------------------- | ------------------------- | ------------------------- | ------------------------- |
| Estados Unidos            | 9–0                       | Barbados                  | 8–0                       | 1–0                       |
| Guatemala                 | 9–1                       | Santa Lúcia               | 6–0                       | 3–11                      |
| Trinidad e Tobago         | 3–2                       | Bermuda                   | 1–2                       | 2–0                       |
| Antígua e Barbuda         | 3–8                       | Cuba                      | 3–4                       | 0–4                       |
| Classificam-se ao grupo 2 |                           |                           |                           |                           |
| Belize                    | 0–9                       | México                    | 0–2²                      | 0–7                       |
| Jamaica                   | 13–0                      | Bahamas                   | 7–0                       | 6–0³                      |
| Honduras                  | 6–2                       | Porto Rico                | 4–0                       | 2–2                       |
| São Vicente e Granadinas  | 1–7                       | Canadá                    | 0–34                      | 1–4                       |
| Classificam-se ao grupo 3 |                           |                           |                           |                           |
| Granada                   | 2–5                       | Costa Rica                | 2–2                       | 0–3                       |
| Suriname                  | 3–1                       | Guiana                    | 1–0                       | 2–1                       |
| Panamá                    | 2–3                       | El Salvador               | 1–0                       | 1–3                       |
| Haiti                     | 1–0                       | Antilhas Holandesas       | 0–0                       | 1–0                       |

1Santa Lúcia jogou como mandante em Los Angeles, nos Estados Unidos.
²Belize jogou como mandante em Houston, nos Estados Unidos.
³Ambas as partidas foram realizadas na Jamaica.
4A ordem das partidas foi alterada em relação ao sorteio original.

## Terceira fase
As doze seleções classificadas na fase anterior foram divididas em 3 grupos de 4 equipes cada. O sistema utilizado a partir dessa fase é o de turno e returno, dentro das próprias chaves. Os campeões e segundo colocados de cada grupo garantiram vaga na quarta e última fase. 
Datas
1. 20 de agosto de 2008
2. 6 de setembro de 2008
3. 10 de setembro de 2008
4. 11 de outubro de 2008
5. 15 de outubro de 2008
6. 19 de novembro de 2008

### Grupo 1
| Equipe            | Pts | J | V | E | D | GP | GC | SG  |
| ----------------- | --- | - | - | - | - | -- | -- | --- |
| Estados Unidos    | 15  | 6 | 5 | 0 | 1 | 14 | 3  | +11 |
| Trinidad e Tobago | 11  | 6 | 3 | 2 | 1 | 9  | 6  | +3  |
| Guatemala         | 5   | 6 | 1 | 2 | 3 | 6  | 7  | -1  |
| Cuba              | 3   | 6 | 1 | 0 | 5 | 5  | 18 | -13 |

|                   | CUB | GUA | TRI | USA |
| ----------------- | --- | --- | --- | --- |
| Cuba              |     | 2–1 | 1–3 | 0–1 |
| Guatemala         | 4–1 |     | 0–0 | 0–1 |
| Trinidad e Tobago | 3–0 | 1–1 |     | 2–1 |
| Estados Unidos    | 6–1 | 2–0 | 3–0 |     |

### Grupo 2
| Equipe   | Pts | J | V | E | D | GP | GC | SG |
| -------- | --- | - | - | - | - | -- | -- | -- |
| Honduras | 12  | 6 | 4 | 0 | 2 | 9  | 5  | +4 |
| México   | 10  | 6 | 3 | 1 | 2 | 9  | 6  | +3 |
| Jamaica  | 10  | 6 | 3 | 1 | 2 | 6  | 6  | 0  |
| Canadá   | 2   | 6 | 0 | 2 | 4 | 6  | 13 | -7 |

|          | CAN | HON | JAM | MEX |
| -------- | --- | --- | --- | --- |
| Canadá   |     | 1–2 | 1–1 | 2–2 |
| Honduras | 3–1 |     | 2–0 | 1–0 |
| Jamaica  | 3–0 | 1–0 |     | 1–0 |
| México   | 2–1 | 2–1 | 3–0 |     |

### Grupo 3
| Equipe      | Pts | J | V | E | D | GP | GC | SG  |
| ----------- | --- | - | - | - | - | -- | -- | --- |
| Costa Rica  | 18  | 6 | 6 | 0 | 0 | 20 | 3  | +17 |
| El Salvador | 10  | 6 | 3 | 1 | 2 | 11 | 4  | +7  |
| Haiti       | 3   | 6 | 0 | 3 | 3 | 4  | 13 | -9  |
| Suriname    | 2   | 6 | 0 | 2 | 4 | 4  | 19 | -15 |

|             | CRC | SLV | HAI | SUR |
| ----------- | --- | --- | --- | --- |
| Costa Rica  |     | 1–0 | 2–0 | 7–0 |
| El Salvador | 1–3 |     | 5–0 | 3–0 |
| Haiti       | 1–3 | 0–0 |     | 2–2 |
| Suriname    | 1–4 | 0–2 | 1–1 |     |

## Quarta fase
As seis seleções classificadas na fase anterior jogaram entre si num grupo único, em turno e returno. Os três mais bem colocados garantiram vaga na Copa do Mundo 2010. O quarto colocado jogará contra o quinto colocado das eliminatórias da CONMEBOL por mais uma vaga.
O sorteio que definiu a ordem dos confrontos foi realizado a 22 de novembro de 2008 em Joanesburgo, na África do Sul.
Datas
1. 11 de fevereiro de 2009
2. 28 de março de 2009
3. 1 de abril de 2009
4. 6 de junho de 2009
5. 10 de junho de 2009
6. 19 de agosto de 2009
7. 5 de setembro de 2009
8. 9 de setembro de 2009
9. 10 de outubro de 2009
10. 14 de outubro de 2009

|  | Equipes qualificadas para a Copa do Mundo de 2010 |
|  | Equipe qualificada para a repescagem              |
|  | Equipes eliminadas                                |

| Equipe            | Pts | J  | V | E | D | GP | GC | SG  |
| ----------------- | --- | -- | - | - | - | -- | -- | --- |
| Estados Unidos    | 20  | 10 | 6 | 2 | 2 | 19 | 13 | +6  |
| México            | 19  | 10 | 6 | 1 | 3 | 18 | 12 | +6  |
| Honduras          | 16  | 10 | 5 | 1 | 4 | 17 | 11 | +6  |
| Costa Rica        | 16  | 10 | 5 | 1 | 4 | 15 | 15 | 0   |
| El Salvador       | 8   | 10 | 2 | 2 | 6 | 9  | 15 | -6  |
| Trinidad e Tobago | 6   | 10 | 1 | 3 | 6 | 10 | 22 | -12 |

|                   | CRC | SLV | USA | HON | MEX | TRI |
| ----------------- | --- | --- | --- | --- | --- | --- |
| Costa Rica        |     | 1–0 | 3–1 | 2–0 | 0–3 | 4–0 |
| El Salvador       | 1–0 |     | 2–2 | 0–1 | 2–1 | 2–2 |
| Estados Unidos    | 2–2 | 2–1 |     | 2–1 | 2–0 | 3–0 |
| Honduras          | 4–0 | 1–0 | 2–3 |     | 3–1 | 4–1 |
| México            | 2–0 | 4–1 | 2–1 | 1–0 |     | 2–1 |
| Trinidad e Tobago | 2–3 | 1–0 | 0–1 | 1–1 | 2–2 |     |

## Repescagem
A Costa Rica finalizou em quarto lugar e disputou uma vaga na Copa do Mundo contra o Uruguai, quinto colocado das eliminatórias da América do Sul, em jogos de ida e volta. As partidas realizaram-se em 14 e 18 de novembro de 2009. A ordem dos confrontos foi definida no Congresso da FIFA realizado em 2 de junho de 2009 em Nassau, nas Bahamas.
| Equipe 1   | Total | Equipe 2 | 1.º jogo | 2.º jogo |
| ---------- | ----- | -------- | -------- | -------- |
| Costa Rica | 1–2   | Uruguai  | 0–1      | 1–1      |

Resultados
| 14 de novembro de 2009 | Costa Rica | 0 – 1     | Uruguai    | Estádio Ricardo Saprissa Aymá, San José      |
| 20:00 (UTC-6)          |            | Relatório | Lugano 21' | Público: 19,500 Árbitro: ESP Alberto Undiano |

| 18 de novembro de 2009 | Uruguai   | 1 – 1     | Costa Rica  | Estádio Centenário, Montevidéu               |
| 21:00 (UTC-2)          | Abreu 70' | Relatório | Centeno 74' | Público: 55,000 Árbitro: SUI Massimo Busacca |

## Artilharia
| 8 gols (1) - SLV Rudis Corrales 7 gols (2) - HON Carlos Pavón - JAM Luton Shelton 6 gols (7) - CAN Ali Gerba - CRC Álvaro Saborío - CRC Bryan Ruiz - GUA Carlos Ruíz - HON Carlo Costly - SLV Eliseo Quintanilla - USA Josmer Altidore 5 gols (5) - CRC Celso Borges - SUR Wensley Christoph - USA Clint Dempsey - USA Landon Donovan - USA Michael Bradley 4 gols (8) - CUB Roberto Liñares - GRN Ricky Charles - HON David Suazo - HON Julio César de León - SLV Rodolfo Zelaya - SLV Ronald Cerritos - TRI Keon Daniel - USA Brian Ching 3 gols (16) - CRC Armando Alonso - CRC Walter Centeno - CUB Jaime Colomé - GRN Jason Roberts - HON Ramón Núñez - MEX Andrés Guardado - MEX Carlos Salcido - MEX Carlos Vela - MEX Cuauhtémoc Blanco - MEX Fernando Arce - MEX Jared Borgetti - MEX Pavel Pardo - SLV Shawn Martin - SUR Clifton Sandvliet - TRI Dwight Yorke - TRI Kerry Baptiste 2 gols (35) - BER Devaun Degraff - BER John Nusum - BLZ Deon McCauley - CAN Dwayne de Rosario - CRC Alejandro Alpízar - CRC Alonso Solís - CRC Andy Furtado - CRC Froylan Ledezma - CRC Roy Myrie - CRC Víctor Núñez - CUB Jeniel Márquez - GUA Abner Trigueros - GUA Gonzalo Romero - GUA Mario Rafael Rodríguez | 2 gols (continuação) - HON Amado Guevara - HON Wilson Palacios - JAM Deon Burton - JAM Marlon King - LCA Kenwen McPhee - MEX Enrique Esqueda - MEX Guillermo Franco - MEX Omar Bravo - SLV Christian Castillo - SLV Osael Romero - SLV William Torres - SUR Raydell Schurman - TRI Carlos Edwards - TRI Cornell Glen - TRI Stern John - USA Carlos Bocanegra - USA Conor Casey - USA Charlie Davies - USA DaMarcus Beasley - USA Jonathan Bornstein - VGB Anadele Williams 1 gol (98) - ANT Angelo Zimmerman - ANT Anton Jongsma - ANT Tyronne Loran - ATG Gayson Gregory - ATG George Dublin - ATG Kerry Skepple - ATG Okeem Challenger - ATG Teran Williams - ATG Tyio Simon - BAH Demont Mitchell - BAH Lesly St. Fleur - BAH Michael Bethel - BER Kwame Steede - BER Tyrell Burgess - BLZ Elroy Smith - BLZ Harrison Roches - BRB Dwayne Stanford - BRB Rashida Williams - CAN Andrew Hainault - CAN Adrian Serioux - CAN Issey Nakajima-Farran - CAN Julián de Guzmán - CAN Tomasz Radzinski - CAY Allean Grant - CAY Marshall Forbes - CRC José Fernández - CRC Júnior Díaz - CRC Pablo Herrera - CRC Randall Azofeifa - CUB Alianni Montaya - CUB Jensy Muñoz - CUB Leonel Duarte - DMA Richard Pacquette - GRN Dorset Langiagne - GRN Patrick Modeste - GRN Shane Rennie - GUA Carlos Gallardo - GUA Carlos Pappa - GUA José Manuel Contreras - GUY Nigel Codrington - HAI Alain Vubert - HAI Brunel Fucien - HAI Frantz Bertin - HAI Leonel Saint-Preux | 1 gol (continuação) - HON Hendry Thomas - HON Melvin Valladares - HON Walter Martínez - JAM Andy Williams - JAM Demar Phillips - JAM Ian Goodison - JAM Omar Cummings - JAM Omar Daley - JAM Ricardo Gardner - JAM Ricardo Fuller - JAM Tyrone Marshall - LCA Gilbert Nyhime - LCA Titus Elva - MEX Francisco Palencia - MEX Giovani dos Santos - MEX Israel Castro - MEX Jonny Magallón - MEX Matías Vuoso - MEX Miguel Sabah - MEX Nery Castillo - MEX Óscar Rojas - MEX Rafael Márquez - MSR Vladimir Farrell - PAN José Luis Garcés - PAN Luis Tejada - PUR Christopher Megaloudis - SKN Gerard Williams - SKN Orlando Mitchum - SLV Carlos Romeo Monteagudo - SLV Cesar Alexander Larios - SLV Emerson Umaña - SLV Julio Enrique Martínez - SLV Luis Alonso Anaya - SUR Cleon Wondel - SUR Germaine van Djik - SUR Kenzo Huur - SUR Melvin Valies - TCA David Lowery - TCA Gavin Glinton - TRI Collin Samuel - TRI Darryl Roberts - TRI Hayden Tinto - TRI Kaleem Hyland - TRI Kenwyne Jones - TRI Russell Latapy - USA Eddie Johnson - USA Eddie Lewis - USA Frankie Hejduk - USA Freddy Adu - USA Kenny Cooper - USA Oguchi Onyewu - USA Ricardo Clark - VGB Rohan Lennon - VIN Marlon James Gols contra (11) - ANT Eugene Martha (para o Haiti) - ARU Dario Sierra (para Antígua e Barbuda) - ATG Garfield Gonsalves (para Cuba) - BLZ Tervor Lennen (para o México) - BRB Daryl Ferguson (para os Estados Unidos) - MEX Ricardo Osorio (para Honduras) - SLV Marvin González (para o México) - SUR Derrik Garden (para El Salvador) - SUR Marlon Felter (para El Salvador) - TRI Julius James (para a Costa Rica) - VIR Dwight Ferguson (para Granada) |

Fonte: 